# بازی‌های سوکما
بازی‌های سوکما (مالایی: Sukan Malaysia) رویداد چندورزشی ملی دو سالانه است که با شرکت ورزشکاران جوان از ۱۳ ایالت و قلمروهای فدرال مالزی برگزار می‌شود. برگزاری این بازی‌ها توسط شورای ملی ورزش مالزی، شورای ورزش ایالت از ایالت‌های عضو مربوطه، شورای المپیک مالزی و انجمن ملی ورزش بازی‌های رویداد ورزشی مرتبط برنامه‌ریزی می‌گردد. لوگوی این بازی‌ها توسط آقای انوار بن دان در سال ۱۹۸۶ طراحی گردید.